# Casalattico
Casalattico település Olaszországban, Lazio régióban, Frosinone megyében. Lakosainak száma 534 fő (2023. január 1.). Casalattico Arpino, Atina, Casalvieri, Colle San Magno, Santopadre és Terelle községekkel határos.

## Népesség
A település népessége az elmúlt években az alábbi módon változott:
| Lakosok száma | 561  | 549  | 534  |
|               | 2017 | 2018 | 2023 |